# Ames (Teksas)
Ames – miasto w Stanach Zjednoczonych, w stanie Teksas, w hrabstwie Liberty.